# Îlet des Salazes

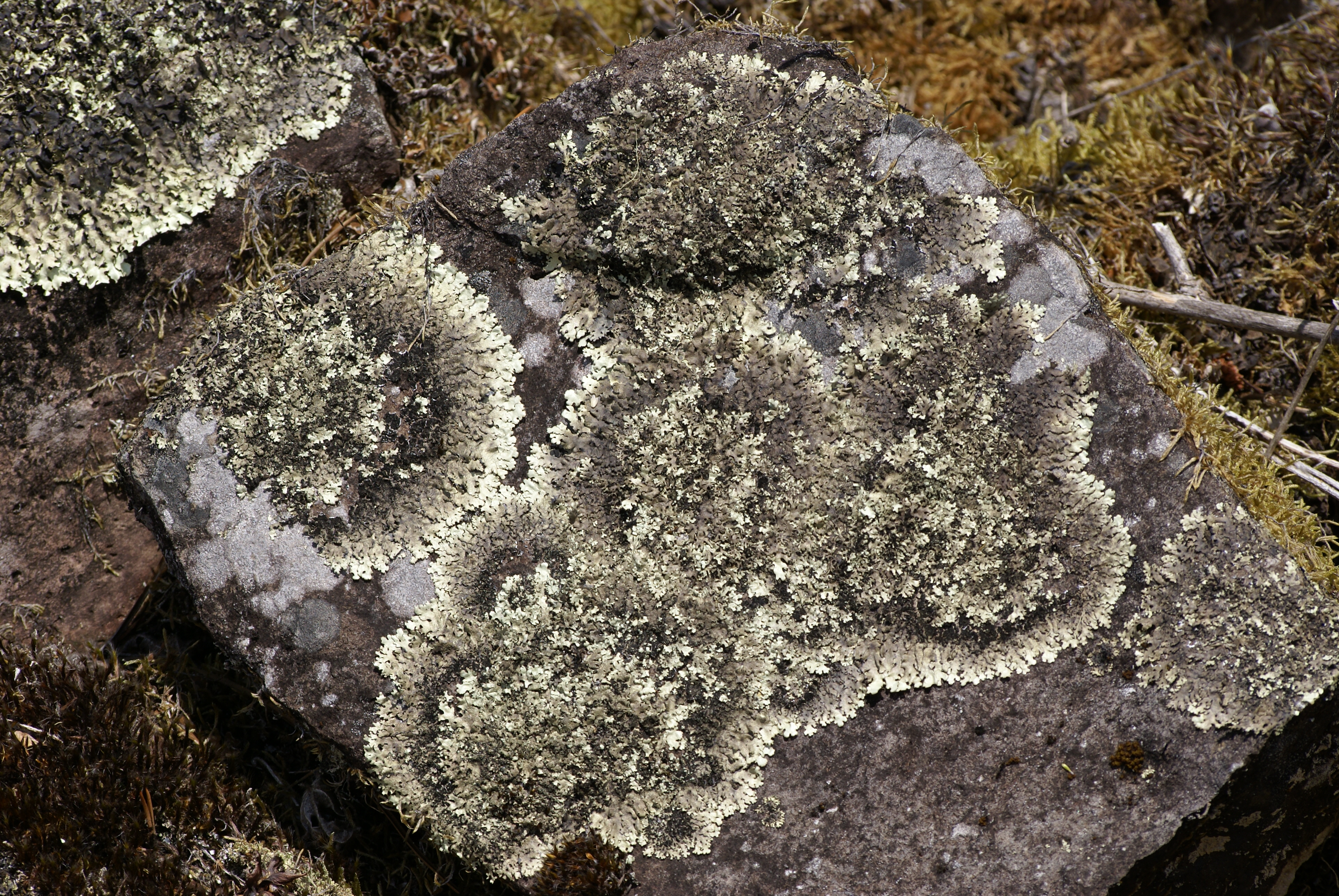
Lichen du genre Xanthoparmelia sur des rochers de l'Îlet des Salazes exposés au soleil.

L'Îlet des Salazes est un îlet de l'île de La Réunion, département d'outre-mer français dans le sud-ouest de l'océan Indien. Situé dans le nord-ouest du cirque naturel de Cilaos, sur le territoire de la commune du même nom, il se trouve sur un petit plateau en contrebas des Trois Salazes. Il n'est accessible que par un sentier de randonnée constituant une portion des GR R1 et R2 reliant la route desservant l'Îlet à Cordes au cirque de Mafate par le col du Taïbit. Abandonné pendant plus de quinze ans, il a été réinvesti par une association de réinsertion menée par un Irlandais qui y cultive des plantes tisanières. Cette initiative a été saluée par de nombreux articles dans la presse écrite.

## Annexe
1. ↑  Le « tisaneur » des Salazes, Acacio Pereira, Le Monde, 27 mai 2004